# 安迪亞斯特

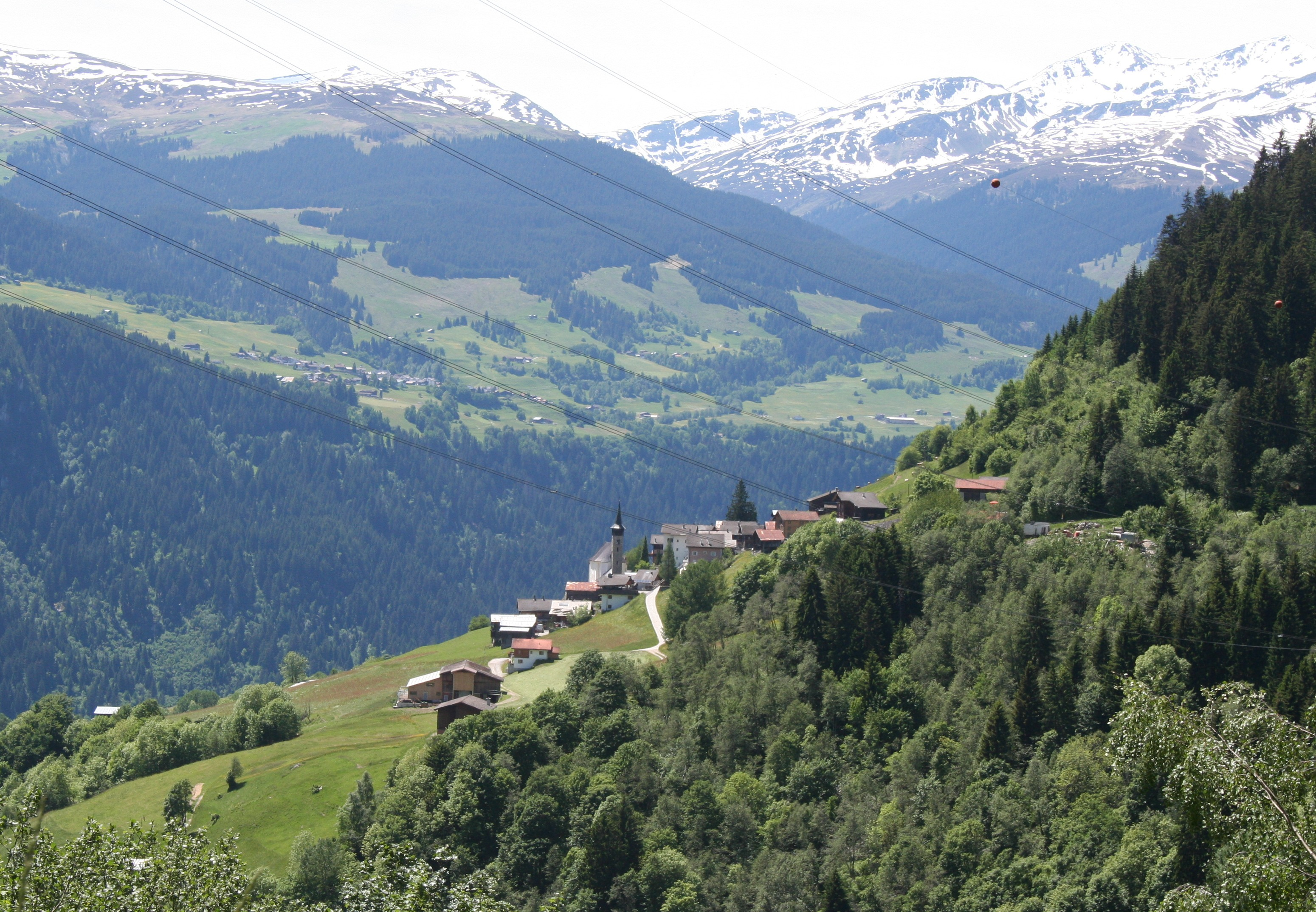

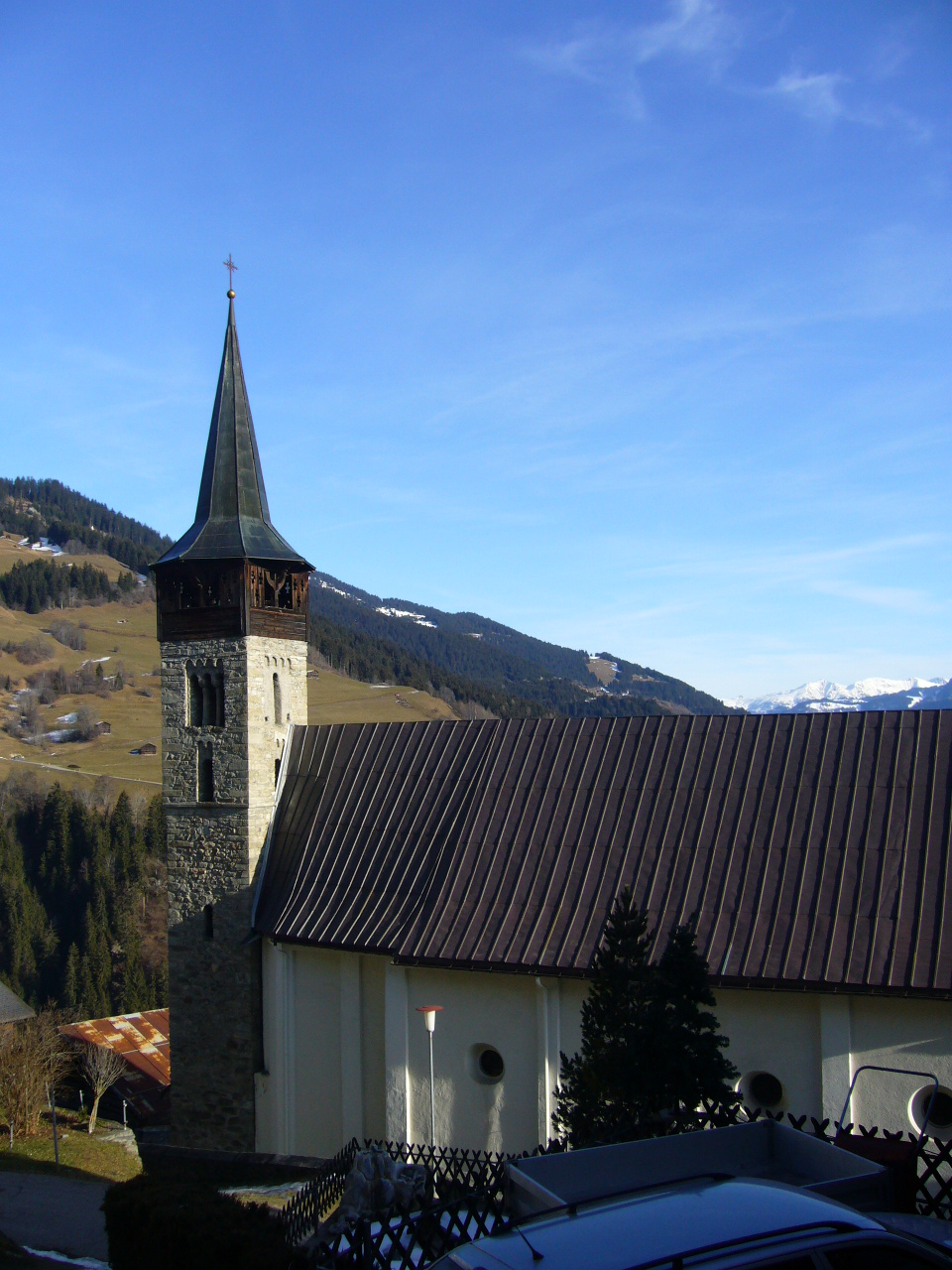

安迪亞斯特是瑞士的城鎮，位於該國東部，由格勞賓登州負責管轄，面積13.63平方公里，海拔高度1,178米，2011年人口228，人口密度每平方公里17人。

## 外部連結
- Official Web site